# El Tenes
El Tenes, Riera de Tenes o riu Tenes és un riu que es forma en el terme municipal de Castellcir, al Moianès, i passa pels termes de Sant Quirze Safaja, també al Moianès, Sant Feliu de Codines, Bigues i Riells del Fai, Santa Eulàlia de Ronçana, Lliçà d'Amunt, Lliçà de Vall, Parets i Mollet del Vallès, tots pertanyents al Vallès Oriental. Desemboca en el Besòs en el termenal entre els dos darrers pobles esmentats.
És paral·lel a la riera de Caldes (a la seva dreta) i el Congost (a la seva esquerra). És un dels rius que ressegueix el Vallès de nord a sud i conflueix amb el Mogent, el Congost, i la riera de Caldes per formar el Besòs. Desemboca en el Besòs poc més avall d'on aquest riu es forma per la unió del Mogent i el Congost.

## Etimologia
Procedent del llatí tenda (barraca, botiga, tenda), segons Coromines el nom del riu prové d'un poblat o castell prop del qual discorria, com prova l'existència d'un Raymundus de Tendis al segle ix.

## Cabal, relleu i paisatge
El Tenes és un riu poc cabalós. A l'estiu duu poca aigua, mentre que a la primavera sovint té crescudes de cabal. Pel que fa al relleu del seu curs, el Tenes passa per dues zones molt diferenciades, situades amunt i avall de les cingleres de la zona de Sant Miquel del Fai. La part nord, aproximadament un terç del curs del riu, transcorre sobre els relleu muntanyosos i els altiplans de Castellcir i Sant Quirze Safaja: el Moianès. La part central, i ja fins al final del riu, transcorre sobre uns terrenys argilosos suaus i baixos. Es tracta de la plana del Vallès Oriental. El paisatge al llarg del curs del riu és molt variat. Els de l'origen són muntanyencs i rurals, i els de la desembocadura són enmig de zones industrialitzades i urbanitzades.

## Recorregut

### Terme municipal de Castellcir

El Tenes, respecte del terme de Castellcir

El Tenes s'origina al sud-est del nucli de Castellcir per la confluència de la riera de Castellcir i del torrent del Bosc, en el terme municipal de Castellcir, del Moianès.
Aquest lloc és a prop i al sud-sud-est de Can Sants i del mateix poble de Castellcir, en un lloc on hi havia hagut dos molins: el Molí del Mig i el Molí Nou. Aquest darrer és just al nord-est de l'indret de formació del Tenes. Des d'aquest paratge zigzagueja, canviant constantment de direcció, tot i que s'adreça genèricament cap al sud. Aviat rep per l'esquerra el torrent de la Corona. Passa a llevant de les masies del Vilardell i de Puigdomènec, entre les quals troba a ponent les restes de la Poua Vilardell, ressegueix pel costat de llevant de la Solella del Vilardell, rep per l'esquerra el Sot dels Oms, troba a llevant la Baga de Puigdomènec i la Font de Puigdomènec, i, finalment, rep per la dreta el torrent de Cerverisses. Poc després abandona el terme de Castellcir i entra en el de Sant Quirze Safaja, just a la cua de l'embassament de Sant Quirze Safaja.

### Terme municipal de Sant Quirze Safaja
Entra en el terme municipal de Sant Quirze Safaja a l'est del Solà del Boix i a ponent de Can Gall, al nord del poble del mateix nom. En aquest lloc, a ponent dels Camps del Rector, després de rebre per la dreta la riera de Sant Quirze, fa un tancat i profunda revolta de nord-est a est per evitar l'esperó de roca on s'assenta el poble vell de Sant Quirze Safaja, deixant a ponent i al nord-oest la Tenda, Cal Pastor, Can Pereredes i Can Romera. Tot seguit, en un tram que discorre cap a l'est i després cap al sud-est, rep per l'esquerra el torrent de l'Espluga, passa a migdia de Can Torrents i el Cerdà, i al nord, i per sota, del Pla del Badó. Passa la carretera C-1413b per sota del Pont de les Ferreries, al nord de Cal Climent i de les Ferreries, on rep, successivament, per la dreta el torrent dels Horts de les Ferreries i per l'esquerra el torrent Rovira, passa a migdia del Càmping L'Illa, i marca un ample meandre, d'oest a est, girant cap al sud i després cap a l'oest per tornar a girar cap a migdia, a les Torres. Just en aquest lloc troba al costat de ponent el Molí de Llobateres i poc després el lloc on hi havia el Molí de Baix. En acabat rep per la dreta el torrent del Collet de la Torrentera, just al Gorg Negre.

### Límit dels termes municipals de Sant Quirze Safaja i de Sant Feliu de Codines

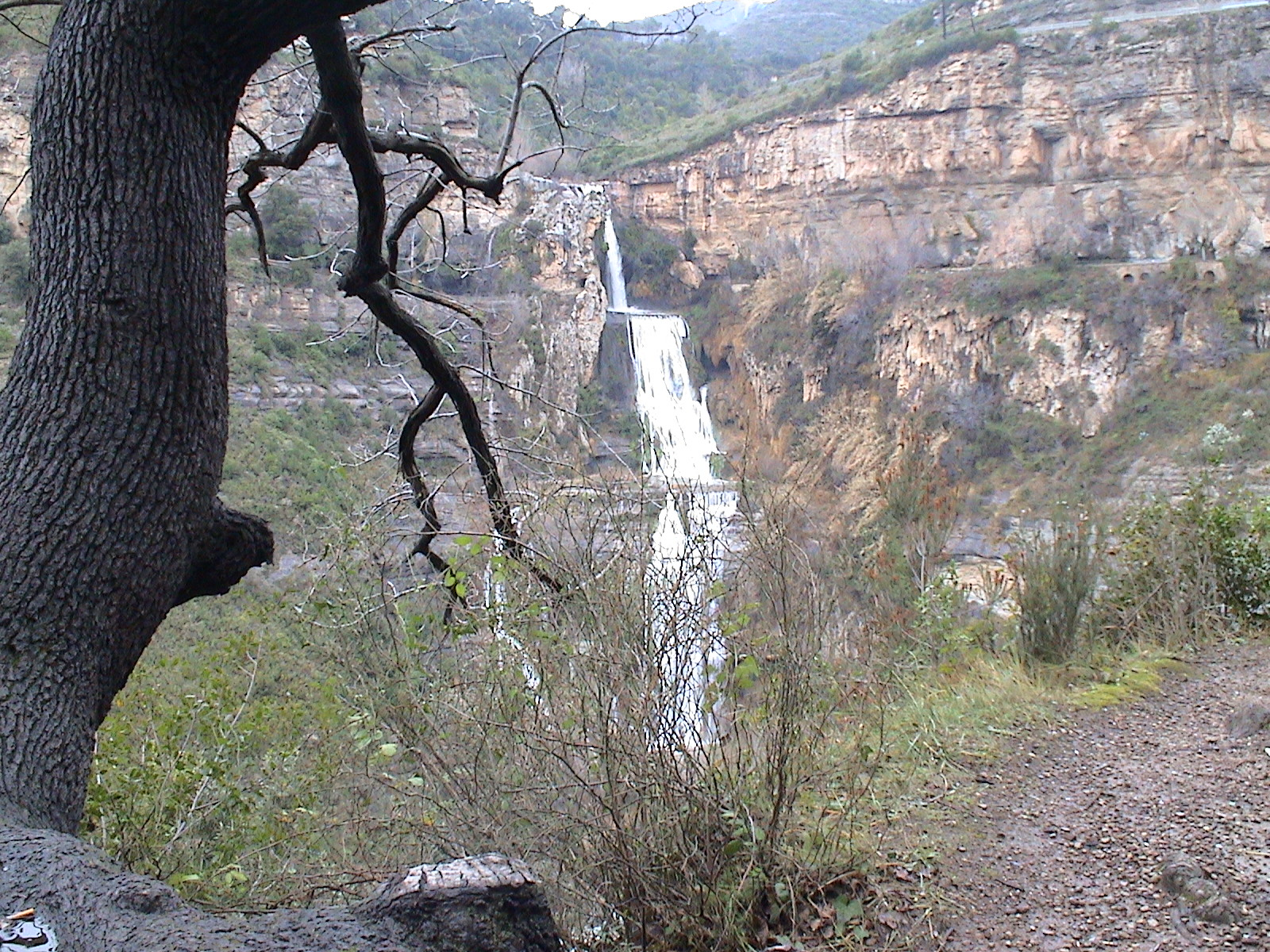
El salt d'aigua del Tenes

Durant un tros termeneja entre Sant Quirze Safaja i Sant Feliu de Codines. En aquest tram hi ha la Cascada del Molí, poc després el Gorg Blau i el Gorg Negre, i el riu fa un gran revolt girant cap al nord-est i després cap al sud per tal de fer tot el tomb a la muntanya del Fitó.

### Terme municipal de Bigues i Riells del Fai (Riells del Fai)
Just quan arriba al nord-est d'aquest turó i gira al sud, troba la cinglera de Sant Miquel del Fai i, abandonant els termes de Sant Feliu de Codines i Sant Quirze Safaja, entra de ple en el terme municipal de Bigues i Riells del Fai, en territori del poble de Riells del Fai. Per tal de salvar el desnivell, forma el Salt d'aigua del Tenes, que va a morir en el lloc on rep les aigües del Rossinyol. Aquest altre torrent fa el Salt d'aigua del Rossinyol, un espectacular salt d'aigua, sota del qual hi ha les Coves de Sant Miquel i, al capdamunt, el monestir de Sant Miquel del Fai.

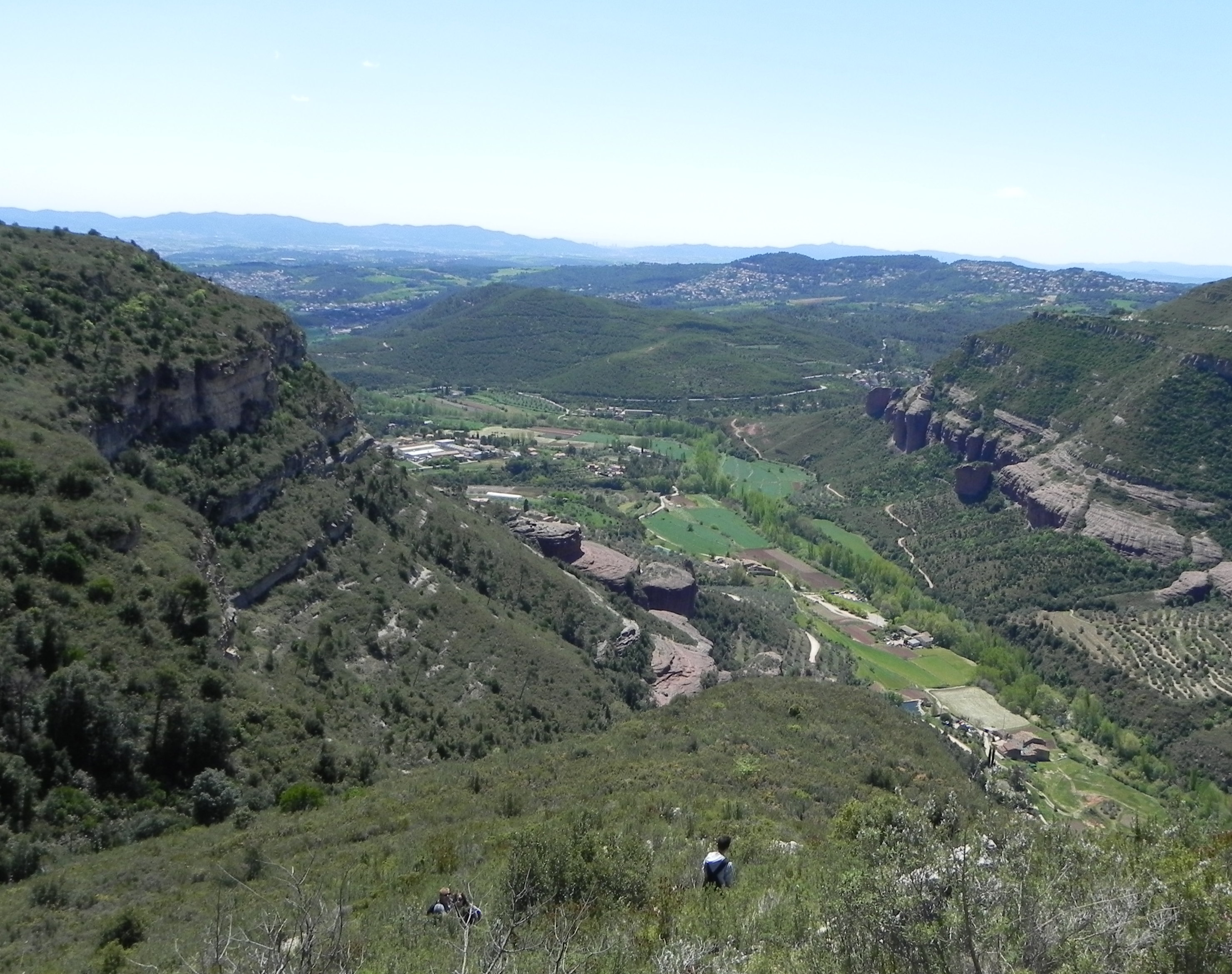
El Tenes a Riells del Fai.

L'arribada a terres de Riells del Fai suposa que el Tenes comença a abandonar la zona muntanyosa, per tal d'entrar a la plana del Vallès. Discorre a ponent de les masies de la Madella, la Font de la Pineda i la Pineda, Can Jaume i el Molí de la Pineda i també a l'oest del mateix poble de Riells del Fai. En aquest lloc rep per l'esquerra el torrent de Llòbrega.

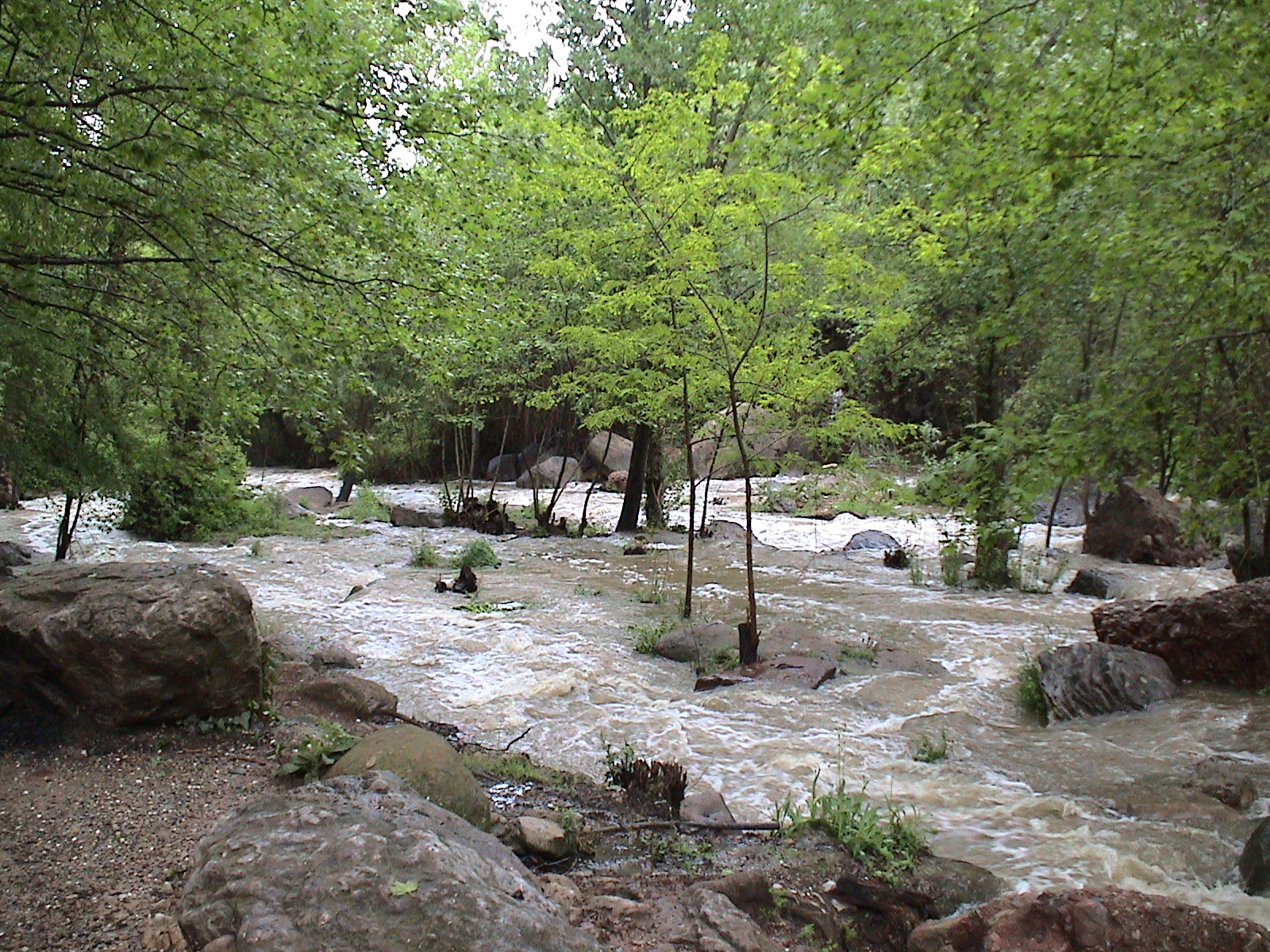
El Tenes a la Font de la Pineda en època de pluges

El primer tram, anomenat Vall de Sant Miquel, és en una tancada vall emmarcada a ponent pels Cingles del Perer i el Cingle del Fitó, al nord per Sant Miquel del Fai i a llevant pels Cingles de Bertí. El poble de Riells del Fai, enlairat a llevant, és on la vall comença a obrir-se. Al capdavall, el riu torç cap al sud-est, sempre fent ziga-zagues, al lloc on hi ha el Molí de Regassol, Can Rector i Can Casanoves al sud i el Regassol, Can Mas, Can Prat i Can Boneto, i on travessa la carretera BP-1432 pel Pont de Can Camp, a llevant de Can Camp i el Molí de Can Camp i després de rebre per la dreta el torrent de la Bassella. Poc després arriba al Rieral, a ponent d'el Margarit, on hi ha una important indústria d'extracció de grava, i quan rep per l'esquerra el torrent del Quirze, entra en territori del poble de Bigues. A partir d'aquest lloc, i ja fins al moment que s'aboca en el Besòs, el Tenes discorre entre zones habitades i d'altres d'industrials.

### Terme municipal de Bigues i Riells del Fai (Bigues)
El primer tram dins del territori de Bigues discorre a llevant de la Costa de Can Noguera i del Camp de Palau, entre les masies de Can Noguera, a ponent, i de Can Perera, a llevant, on hi ha les fonts anomenades les Barbotes i l'Avencó. Poc després ja troba els primers nuclis que formen el poble de Bigues, i deixa a l'esquerra Can Pruna, el Pont de les Moles i les primeres cases del Rieral de Bigues, la primera de les quals és la Casa de la Vila del terme municipal de Bigues i Riells del Fai. Alhora, deixa a ponent, a la dreta del riu, les masies de Can Feliu i la Torre i l'accés a la urbanització els Manantials. El Tenes discorre un llarg tram deixant a l'esquerra, a llevant, el nucli principal actual del poble de Bigues. Entre les cases de l'actual nucli del Rieral de Bigues, el Tenes va deixant, a l'esquerra del curs d'aigua, les antigues masies de Can Sapera, Can Prat Corona, Can Prat Nou i Can Pruna i a la dreta el Molinet, o Molí de la Torre convertit en hotel. Just entre les dues darreres edificacions esmentades hi ha el Pont Nou de la Fàbrica.

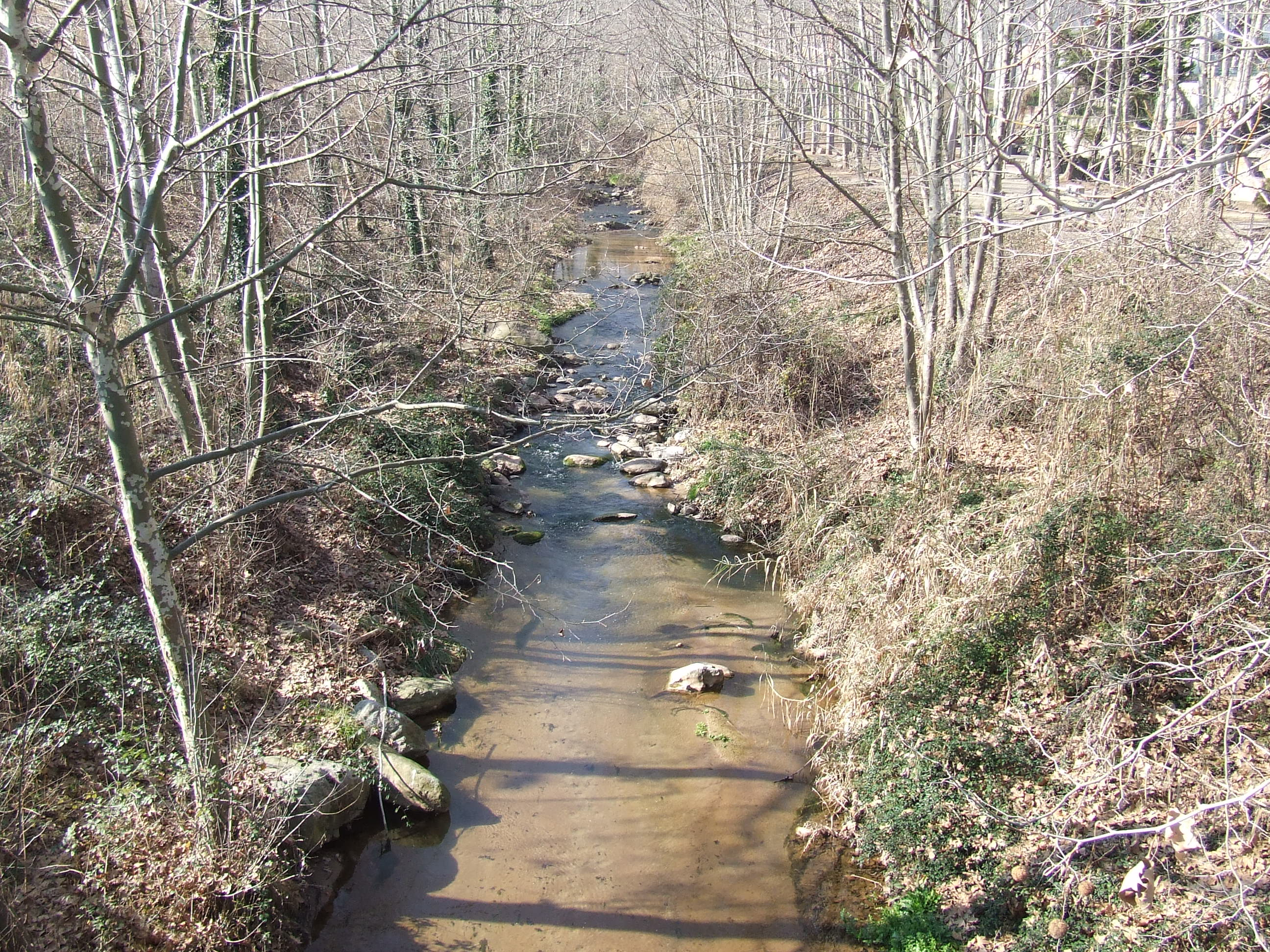
El Tenes, en passar pel Rieral de Bigues

Al cap de poc, el Tenes rep per la dreta el torrent de la Torre, que hi aflueix just al sud-est de Can Segimon, al nord-oest de Cal Tasar i Ca l'Espasa, al nord-est de Can Traver i al nord-oest, però a l'altra banda del riu, de la Baliarda, deixant a l'esquerra la Quintana de Can Vedell, actualment en procés d'urbanització parcial. El riu passa entre les masies esmentades (només la Baliarda és a l'esquerra del riu), mentre marca un ample meandre girant de primer cap a llevant i després tornant cap al sud-est, just en el lloc on rep per l'esquerra el torrent de Can Vedell. Tot al llarg d'aquest tram, el Tenes ha anat deixant sempre a l'esquerra el Rieral de Bigues.
El Tenes deixa a la dreta Can Coix, Can Masponç i el Pla de Can Masponç, i a l'esquerra Can Gaietà, Can Vilanou, Can Flixer, Can Pruna Vell i Can Valls, poc després la Vil·la Carlota, la Figuera, Can Coromines, Can Quimet i Can Flixeret, fins que arriba, també a l'esquerra, al Polígon Industrial Can Barri. En aquell lloc deixa a la dreta el Flix, Can Taberner i el Molí Sec, lloc on el riu torç en angle recte cap a llevant, deixant a migdia els Boscos del Flix i la Costa del Molí. A l'esquerra, enmig del polígon industrial, hi ha el Molí d'en Barri. Just en deixar enrere el polígon el riu travessa per sota del Pont de Ca l'Unyó, damunt del qual discorre la carretera BV-1435 i deixa enrere el terme municipal de Bigues i Riells del Fai i el territori del poble de Bigues.

### Límit dels termes municipals de Bigues i Riells del Fai, l'Ametlla del Vallès i Santa Eulàlia de Ronçana
Justament els 80 metres abans del pont, on rep per l'esquerra el torrent de la Font del Tort, i els 125 després, el riu fa de termenal entre Bigues i Riells del Fai i Santa Eulàlia de Ronçana per, després, començar a fer de límit entre Santa Eulàlia de Ronçana i l'Ametlla del Vallès. L'afluència per l'esquerra del Xaragall marca el final del terme de Bigues i Riells del Fai.
Durant poc més de 600 metres el Tenes termeneja entre Santa Eulàlia de Ronçana i l'Ametlla del Vallès, en un tram que deixa a la dreta del riu, que torç en angle recte cap al sud, el Polígon Industrial de Can Magre, del terme de Santa Eulàlia de Ronçana, i a l'esquerra el veïnat de masies de Pinar i Portús, de l'Ametlla del Vallès. L'arribada per l'esquerra del torrent de Can Carlons és el lloc on el Tenes entra ja plenament en terme de Santa Eulàlia de Ronçana.

### Terme municipal de Santa Eulàlia de Ronçana
Mentre el Tenes deixa a la dreta -est- el Pla de Can Magre, que conté el polígon industrial abans esmentat, a l'esquerra -llevant- troba les masies de Can Moret, Can Xico, Can Roques-albes, Can Foix, Can Miquel de Roques-albes i Can Valentí, i just després el veïnat de masies del Bonaire, amb les masies de Ca l'Hermano, Can Músic, Cal Roig, Can Donat, Can Garrigó i Can Rei, a més del Càmping l'Esplanada. Justament en aquell indret deixa a la dreta Can Feu, poc abans de trobar l'afluència, quasi simultània, del torrent del Sorral per l'esquerra i del torrent de l'Areny per la dreta.
De seguida arriba ja a les zones més urbanitzades, que no abandona fins a la seva desembocadura en el Besòs: a la dreta, una mica enlairada respecte del riu, la Sagrera de Santa Eulàlia de Ronçana i a ran de la llera, la masia de Can Barbany, i a l'esquerra, poc després les urbanitzacions de Sant Cristòfol i la Campinya, davant de les quals rep per la dreta el torrent del Rector. A continuació deixa a la dreta les masies de la Casa Vella, la Torreta, la Verneda, Can Ferrerons,[Can Noguera, Can Plantadeta, Can Careta, Can Burguès, Ca l'Arcís i la Ferreria, mentre a l'esquerra troba la urbanització de Can Font i la masia homònima, just abans de rebre per l'esquerra el torrent de Can Reixac. És el tram del Rieral: a la dreta queda el nucli principal de Santa Eulàlia de Ronçana.
Tot seguit deixa a l'esquerra la urbanització de Can Juli, la masia de Can Masponç i Sant Cristòfol de Pallars, i a la dreta el grup de cases del Camí de Can Font a Sant Cristòfol, i rep per la dreta el torrent de Can Burguès. Deixa a la dreta la Casa Nova, el Molí d'en Vendrell i la font de Sant Cristòfol i a l'esquerra Can Barnils i després Can Just, i ressegueix pel costat de llevant tota la urbanització de Can Sabater, amb les veïnes masies de Can Pou, Can Santpere i Can Sabater. Al capdavall d'aquesta urbanització abandona el terme municipal de Santa Eulàlia de Ronçana per entrar en el de Lliçà d'Amunt.

### Terme municipal de Lliçà d'Amunt
El Tenes entra a Lliçà d'Amunt just a llevant de la depuradora d'aigua del municipi, a ponent de les Planes de Ca n'Amell, on rep per la dreta el torrent de la Vall; poc després deixa a l'esquerra la masia de Ca n'Amell Gros. Poc després, el riu passa per sota del pont de la carretera C-1415b, a llevant del Molí d'en Comes, i deixa a la dreta Can Bossi i a l'esquerra Can Roca Vell i Can Sabater. Després, passa a llevant del Pla de la Torre i a ponent de Can Comes, passada la qual masia rep per l'esquerra el torrent de Can Sabater.
El riu, que va fent suaus giragonses, s'acosta en aquest tram al nucli urbà de Lliçà d'Amunt, discorrent de forma paral·lela al Camí vell de Granollers. Deixa el poble a la dreta, i, després de passar per sota la carretera BV-1432, a l'esquerra les masies del Raval de Merlès: Can Jordana, Can Ramon, les dues al nord de la carretera esmentada, i Can Jan Jaumira, Ca l'Aguilar, Can Majoral, les Ànimes i Can Joan Fonts. En passar a ponent d'aquestes masies, deixa el Polígon Industrial el Molí d'en Fonolleda. Després, encara deixa a llevant Can Carlons, Ca l'Emília, Can Valentí i Ca l'Orlau. En aquell moment, el riu s'atansa al màxim a la carretera BV-1602, que des de Bigues corre a ponent del Tenes, tot i que en el primer tram duia la numeració BV-1435. En el moment que arriba a tocar aquesta carretera, s'acaba el seu recorregut pel terme de Lliçà d'Amunt i entra en el terme municipal de Lliçà de Vall.

### Terme municipal de Lliçà de Vall
El Tenes entra a Lliçà de Vall a l'altura del bosc d'en Fonolleda o de la Seca, que queda a la dreta, i la verneda de Can Dunyó, a l'esquerra, a tocar de la qual recentment s'ha creat un llac artificial excavat en un camp de conreu i amb les vores revegetades per afavorir-hi la presència d'ocells aquàtics. Més avall, a la dreta, hi ha el grup de cases del Bosc Codern i, a tocar del riu, la verneda de la Fleca, mentre que a l'esquerra trobem els camps i la masia de la Bella Plana, amb una gran bassa que serveix de refugi als ocells aquàtics. Poc després s'arriba a la Passera, un pas de riu poc estable, a l'altura de la font de Can Cosconer, que queda a la dreta. A partir d'aquí, també a la dreta, comença el nucli de les Casetes, antic centre urbà de Lliçà de Vall, i a l'esquerra, la casa de Can Ros, l'edifici racionalista de l'antiga empresa de comunicació Transradio Española i la masia i el polígon de Can Nadal, mentre que, a la dreta, hi trobem, passades les Casetes, la masia del Molí d'en Roure. A continuació s'arriba al pont de la carretera C-155, de Sabadell a Granollers. Passat el pont, la riera discorre entre el Polígon Industrial de Can Coll, a la dreta, amb la visió, al fons, de la majestuosa torre de la masia fortificada de Can Coll, i el bosc i la masia de Can Gurri, a l'esquerra, amb dos pous de glaç restaurants recentment. Tot just al punt on rep, per la dreta, el torrent de Merdanç, recentment canalitzat, el riu entra en el terme de Parets del Vallès, mentre a la dreta podem veure, a una certa distància, el barri de Sant Val·lerià i, més a prop, la fàbrica i la gran xemeneia de la Tèxtil Torres, amb el barri al qual dona nom, i, finalment, l'antic barri Xiol, format per les últimes cases del terme lliçanenc.

### Terme municipal de Parets del Vallès i límit amb el terme de Mollet del Vallès
El darrer tram del Tenes és el més urbanitzat. Deixa a l'esquerra la masia de la Marineta, just al límit municipal amb Lliçà de Vall i, tot seguit, el Polígon Industrial de Llevant i la masia de Can Moragues, i, a la dreta, Can Galtatallada, envoltat d'una zona d'horts, i, a continuació, Can Fradera, el camp de futbol i la nova zona urbana dels Horts del Rector. Un cop ha passat per sota de la carretera C-35, deixa a l'esquerra el pla de Can Volard, amb la masia de Can Sastret, i el Polígon Industrial Sector Z, i, a la dreta, el pavelló d'esports, Can Mateu, Can Roget, el barri de Can Cabasses i la verneda de Ca l'Isidre Coix. Tot seguit ve el Polígon Eixample Industrial i el barri de Can Berenguer, i, a continuació, el riu passa per sota de la carretera C-17 i immediatament després per sota del Pont del Ferrocarril de Barcelona a Puigcerdà. Passa entre el Polígon Industrial Sector Mollet, a ponent, i el Polígon Industrial Sector Autopista, i, de seguida, el Tenes es converteix en límit municipal entre Parets del Vallès i Mollet del Vallès. En aquest darrer tram és travessat per l'Autopista AP-7, deixa a la dreta el Polígon Industrial Can Magre, travessa la C-33, i, finalment, s'aboca al Besòs a ponent del Pla de Can Buscarons.